# HMS Queen Mary
Pour les autres navires du même nom, voir HMS Queen.
Le HMS Queen Mary est le dernier croiseur de bataille construit pour la Royal Navy avant la Première Guerre mondiale, juste après la classe Lion. Il participe à la bataille de Heligoland avant d'être coulé par le croiseur de bataille allemand SMS Derfflinger durant la bataille du Jutland, le 31 mai 1916.

## Conception
Commandé grâce au 1910 programme, le Queen Mary est parfois intégré à la classe Lion. Il en diffère cependant de par plusieurs améliorations, néanmoins peu visibles de l'extérieur ; ces améliorations seront aussi appliquées au croiseur de bataille suivant, le Tiger. Ces changements consistent en des machines plus puissantes (elles développent 5 000 chevaux de plus), des obus plus gros (1 400 livres (635 kg)) pour l'armement principal et en une réorganisation du blindage de ceinture. En dehors du fait que ses cheminées soient rondes et que les batteries secondaires soient alignées sur un pont unique, le Queen Mary ressemble en tout point à ses prédécesseurs. 42 chaudières Yarrow alimentent les 4 turbines Parsons qui développent 75 000 chevaux ; le croiseur de bataille peut ainsi filer 27,5 nœuds (51 km/h). Pouvant emporter jusqu'à 3 600 tonnes de charbon et 1 170 tonnes de fioul, il peut parcourir 5 610 milles marins (10 390 km) à une vitesse de 10 nœuds (19 km/h).
Le Queen Mary est armé de 8 canons de 13,5 pouces BL Mk V répartis en quatre tourelles doubles, de 14 canons de 4 pouces BL Mk VII, de 4 canons de 3 livres et de 2 tubes lance-torpilles de 533 mm. En octobre 1914, deux canons antiaériens sont installés : un canon de 3 pouces QF 20 cwt et un canon de 57 mm Hotchkiss. Les 4 canons de salut de 3 livres sont enlevés début 1915. 

## Histoire
La construction du Queen Mary débute le 6 mars 1911. Il est lancé le 20 mars 1912 et des difficultés dans la construction font qu'il n'est pas armé avant août 1913. Le mois suivant, il rejoint la 1re escadre de croiseurs de bataille. En août 1914, il intègre la Grand Fleet et participe à la bataille de Heligoland le 28 août. Le navire est en carène durant la bataille de Dogger Bank et rejoint la 1re escadre peu après la fin de celle-ci.
Le 31 mai 1916, le Queen Mary participe à la bataille du Jutland. Alors qu'il échange des bordées avec le SMS Seydlitz, trois coups ayant déjà atteint le navire allemand, le navire de la Royal Navy est pris pour cible par le SMS Derfflinger ; il se retrouve ainsi sous le feu croisé de deux croiseurs de bataille ennemis. Un premier coup au but endommage le canon droit de la tourelle centrale Q. Deux autres obus de 305 mm touchent le Queen Mary peu après : l'un vers les tourelles avant (A et B), l'autre de nouveau sur la tourelle Q. Presque immédiatement, les magasins à munitions des tourelles A et B explosent, détruisant l'avant du navire. Alors que celui-ci commence à donner de la bande, une nouvelle explosion secoue le Queen Mary et l'envoie définitivement par le fond. 38 minutes après le début de la bataille, le croiseur de bataille vient d'être réduit à néant. 1 266 hommes y laissent la vie et vingt sont repêchés par des destroyers britanniques et allemands.
Depuis, les restes du navire ont été retrouvés : il repose en plusieurs morceaux sur le sol de la mer du Nord. L'épave du Queen Mary est un lieu protégé en vertu de l'« acte protection des vestiges militaires de 1986 » (The Protection of Military Remains Act 1986) car il est la tombe de 1 266 marins de la Royal Navy.